# Staind
Staind – amerykański zespół grający szeroko pojętą muzykę rockową pochodzący ze Springfield w Massachusetts.

## Historia
Istnieją od 1995 roku i pochodzą ze stanu Massachusetts. W 1996 roku zarejestrowali własnym nakładem płytę, którą próbowali sprzedawać w trakcie występów – jej tytuł brzmiał: Tormented. Na pierwszy koncert z okazji wydania płyty przyszło 900 osób i rozeszło się 200 kopii albumu, co było wielkim sukcesem. Jednak przełomem dla grupy stał się występ przed Limp Bizkit w Hartford w 1997 roku. Po koncercie Fred Durst podszedł do Staind i powiedział, że są najlepszym zespołem jaki słyszał w ciągu ostatnich dwóch lat i dał im swój telefon aby mogli się z nim skontaktować. Muzycy Stainda podsyłali Durstowi dema aż w końcu zaprosił ich do zarejestrowania materiału. Sam pomagał muzykom w osiągnięciu jak najlepszego brzmienia. Owoce tej współpracy można było ocenić już na początku 1999 roku, kiedy ukazał się ich debiut fonograficzny – płyta Dysfunction. W tym samym roku Staind znalazł się m.in. obok Korna, Limp Bizkit i Filter na wielkiej trasie Family Values Tour 1999.

## Dyskografia
Albumy
| 1996                                                               | Tormented - Data: 29 listopada 1996 - Wydawca: wydanie własne - Format: CD, CS                           | –  | –   | –  | –  | –   | –  | –  | –  | –  | –   |                                                                                                |
| 1999                                                               | Dysfunction - Data: 13 kwietnia 1999 - Wydawca: Elektra - Format: CD, CS, digital download               | 74 | –   | –  | –  | –   | –  | –  | –  | –  | –   | - RIAA: 2× platynowa płyta                                                                     |
| 2001                                                               | Break the Cycle - Data: 22 maja 2001 - Wydawca: Elektra - Format: CD, CS, digital download               | 1  | 18  | 6  | 5  | 60  | 36 | 1  | 9  | 18 | 1   | - RIAA: 5× platynowa płyta - ARIA: złota płyta - BPI: platynowa płyta - MC: 2× platynowa płyta |
| 2003                                                               | 14 Shades of Grey - Data: 20 maja 2003 - Wydawca: Elektra - Format: CD, CS, digital download             | 1  | 35  | 32 | 17 | 122 | 78 | 26 | 30 | 16 | 16  | - RIAA: platynowa płyta - MC: złota płyta                                                      |
| 2005                                                               | Chapter V - Data: 9 sierpnia 2005 - Wydawca: Atlantic - Format: CD, CS, digital download                 | 1  | 79  | 43 | 37 | 97  | –  | 14 | 51 | 24 | 112 | - RIAA: platynowa płyta                                                                        |
| 2008                                                               | The Illusion of Progress - Data: 19 sierpnia 2008 - Wydawca: Atlantic - Format: CD, LP, digital download | 3  | 100 | 67 | 41 | 186 | 90 | 22 | –  | 40 | 73  |                                                                                                |
| 2011                                                               | Staind - Data: 13 września 2011 - Wydawca: Atlantic - Format: CD, LP, digital download                   | 5  | 100 | 47 | 25 | –   | –  | –  | –  | 32 | 85  |                                                                                                |
| „–” tytuł nie był notowany lub nie został wydany w danym regionie. | |    |     |    |    |     |    |    |    |    |     |                                                                                                |

Albumy koncertowe
| Tytuł | Dane dot. albumu                                                               | Pozycja na liście |
| Tytuł | Dane dot. albumu                                                               | USA               |
| ----- | ------------------------------------------------------------------------------ | ----------------- |
| 2012  | Live from Mohegan Sun - Data: 10 lipca 2012 - Wydawca: Eagle Rock - Format: CD | 127               |

Kompilacje
| Tytuł | Dane dot. albumu                                                                      | Pozycja na liście | Pozycja na liście |
| Tytuł | Dane dot. albumu                                                                      | USA               | NZL               |
| ----- | ------------------------------------------------------------------------------------- | ----------------- | ----------------- |
| 2006  | The Singles: 1996–2006 - Data: 14 listopada 2006 - Wydawca: Atlantic - Format: CD, CS | 41                | 14                |

## Wideografia
| Rok  | Tytuł                                                                                       | Certyfikat          |
| ---- | ------------------------------------------------------------------------------------------- | ------------------- |
| 2001 | MTV Unplugged - Data: 20 listopada 2001 - Wydawca: Elektra - Format: DVD                    | - RIAA: złota płyta |
| 2006 | The Videos - Data: 14 listopada 2006 - Wydawca: Elektra - Format: DVD                       |                     |
| 2012 | Live from Mohegan Sun - Data: 14 sierpnia 2012 - Wydawca: Eagle Rock - Format: DVD, Blu-ray |                     |

## Teledyski
| Rok  | Tytuł                | Reżyseria            |
| ---- | -------------------- | -------------------- |
| 1998 | „Just Go”            | Fred Durst           |
| 1999 | „Mudshovel”          | Fred Durst           |
| 1999 | „Home”               | Fred Durst           |
| 2001 | „It’s Been Awhile”   | Fred Durst           |
| 2001 | „Fade”               | Marcus Raboy         |
| 2001 | „Outside”            | Nigel Dick           |
| 2001 | „For You”            | Nigel Dick           |
| 2002 | „Epiphany”           | Fred Durst           |
| 2003 | „Price to Play”      | The Brothers Strause |
| 2003 | „So Far Away”        | Nigel Dick           |
| 2005 | „Right Here”         | Nathan Cox           |
| 2005 | „Falling”            | Mike Sloat           |
| 2006 | „Everything Changes” | Mike Sloat           |
| 2008 | „Believe”            | Christopher Sims     |
| 2008 | „All I Want”         | Christopher Sims     |
| 2008 | „The Way I Am”       | Christopher Sims     |
| 2011 | „Not Again”          | P.R. Brown           |
| 2012 | „Eyes Wide Open”     | -                    |